# Josef Kriehuber
Josef Kriehuber (15. prosince 1800 Vídeň – 30. května 1876 Vídeň) byl rakouský malíř a litograf. Zaměřoval se na figurální, zejména portrétní tvorbu.

## Život
Kriehuber byl ve 13 letech přijat do třídy kreslení na Akademii výtvarných umění ve Vídni. V roce 1818 jako učitel kreslení doprovázel prince Romana Damiana Sanguszka do Polska. V roce 1821 se vrátil do Vídně. Aby získal peníze na studium na akademii a uživil se, stal se jedním z nejpilnějších zaměstnanců litografického nakladatelství Matthias Trentsensky ve Vídni.
V roce 1826 se objevily jeho první portréty v tehdy nové tiskové technice litografie, na příní byly ručně koloroané.
V průběhu dalších desetiletí se Kriehuber stal nejvyhledávanějším a nejlépe placeným portrétistou ve Vídni v období biedermeieru. Jeho úspěch pravděpodobně pramenil z jeho mistrovské schopnosti zobrazovat muže jako důležitější a ženy jako krásnější, než ve skutečnosti byli.
S příchodem fotografie Kriehuberova hvězda pohasla. V roce 1860 jako první výtvarný umělec v Rakousku obdržel řád Františka Josefa I.
Poslední roky jeho života byly zastíněny nedostatkem zakázek a chudobou. Zemřel 30. května 1876 ve svém rodišti.
Místo jeho posledního odpočinku, nyní hromadný čestný hrob, bylo na vídeňském ústředním hřbitově (11-2-49).

## Dílo (výběr)
- Arcivévodové František Josef, Ferdinand Maxmilián a Karel Ludvík – trojportrét chlapců s koněm, litografie
- Portrét kancléře Metternicha, litografie (kresba a tisk Delprech)
- Portréty členů rakouského říšského sněmu, série cca 80 litografií
- Portréty členů rakouské říšské vlády, série cca 30 litografií
- Portrét admirála Wilhelma von Tegetthoffa
- Portréty Henricha von Hess, Františka Schlicka, Karla Heidlera von Heilborn, Fany Elsler, Pauliny Lucca, Marie Luisy Rakouské nebo princezny Sofie Bavorské.

## Zastoupení ve veřejných sbírkách

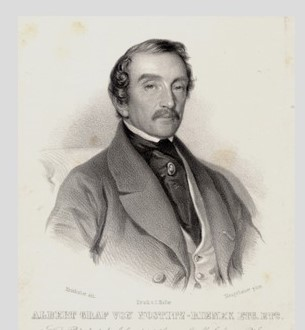
Albert hrabě Nostic-Rhieneck

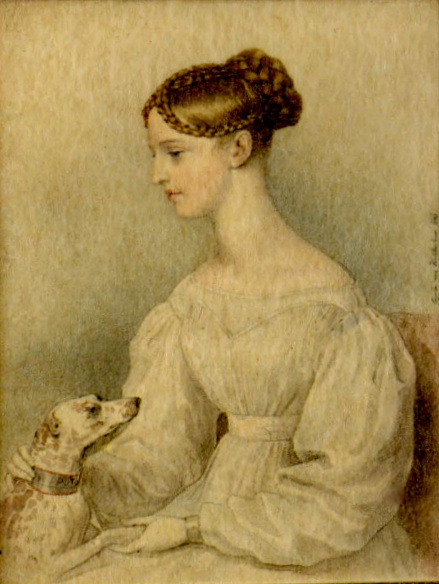
Natalia Sanguszkowa z rodu Potockých

- Historické muzeum, Národní muzeum v Praze
- Grafická sbírka Národní galerie v Praze
- zámek Chyše - galerie členů rakouského říšského sněmu a rakouské říšské vlády
- Albertina Vídeň- grafická sbírka
- Rakouská národní knihovna Vídeň

## Rodina

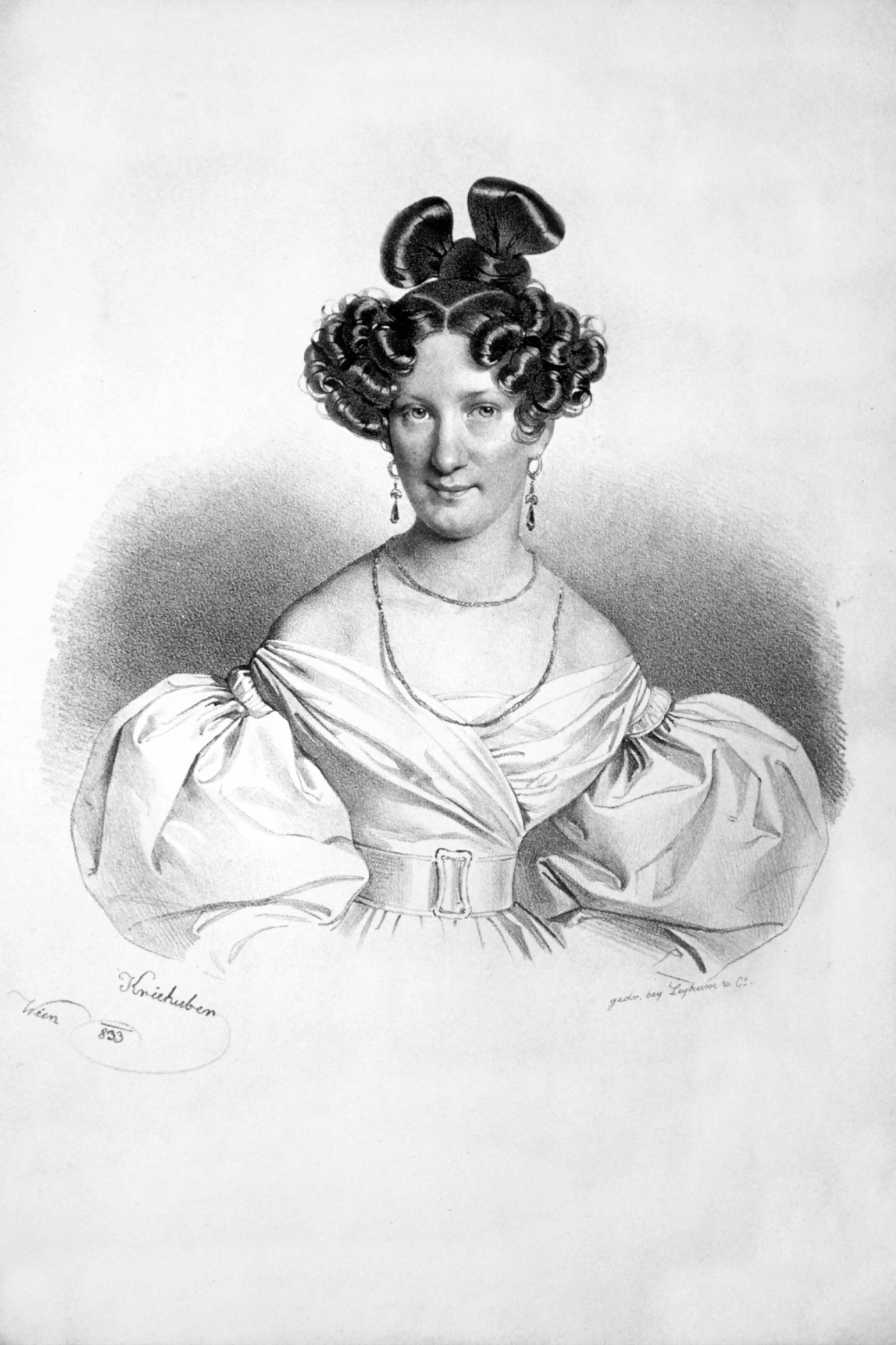
Manželka Maria Kriehuberová, (1833)

- Roku 1833 se oženil s Marií Forstneovou (5.5.1805-18.1.1889) a téhož roku ji portrétoval.
- Jejich syn Friedrich Kriehuber (1834-1871) byl rovněž malířem a ilustrátorem.[2]

## Památky
- Od roku 1889 je po něm pojmenována ulice Kriehubergasse ve Vídni, ve čtvrti Margarethen.